# 希波克拉底 (盖拉)
希波克拉底（盖拉）（？—前491年），继其兄克雷安德尔（Cleander）（公元前498年被杀）为盖拉僭主（公元前498年至公元前491年），并征服西西里东部的大部分地区，其中包括纳克索斯、雷奥提尼（Leotini）及赞克勒。他未能夺取叙拉古，于次年亡。